# NGC 3774
NGC 3774 este o galaxie lenticulară situată în constelația Cupa. A fost descoperită în 24 ianuarie 1887 de către Francis Leavenworth.